# Agulla paramerica
Agulla paramerica là một loài côn trùng trong họ Raphidiidae thuộc bộ Raphidioptera. Loài này được U. Aspöck miêu tả năm 1982.